# بروس لی: بازگشت افسانه
بروس لی: بازگشت افسانه ( به انگلیسی Bruce Lee: Return of the Legend ) عنوان یک بازی ویدئویی است که در ۲۱ مارس سال ۲۰۰۳ میلادی ( در امریکا ) تنها برای کنسول دستی گیم بوی ادوانس عرضه شد .

## نقد و امتیاز
IGN امتیاز بسیار خوب ۸ از ۱۰ را به این بازی داد .